# Масляк Петро Олексійович
Петро Олексійович Масляк (нар. 27 травня 1948) — український науковець, економіко-географ, професор кафедри географії України Київського національного університету імені Тараса Шевченка, доктор географічних наук. Педагог, вчений, громадський діяч, публіцист, письменник. Відмінник освіти, Заслужений працівник освіти України. Академік Академії наук вищої освіти України. Віце-президент Академії наук вищої освіти України (2004—2008). Веде власний ютуб канал «Загадки, феномени та дива України».

## Біографія
Народився 27 травня 1948 року в Миргороді Полтавської області. Походить з козацького роду, що проживав у селі Устивиця Великобагачанського району Полтавської області України.
Під час навчання в Миргородській середній школі № 1 імені Панаса Мирного був двічі переможцем Республіканської олімпіади юних географів-краєзнавців. В 1971 році закінчив географічний факультет Київського університету імені Тараса Шевченка. Працював учителем географії в середній школі. З 1977 року — в Академії наук України. Кандидатська дисертація «Машинобудівні територіальні системи в агропромисловому комплексі Української РСР» захищена в 1982 році, докторська дисертація «Машинобудування в господарських комплексах: теорія і практика територіальної взаємодії» — в 1993 році. З 1984 року доцент кафедри економічної і соціальної географії в Київському університеті імені Тараса Шевченка. 1994 року професор кафедри географії України, завідувач відділом геополітики та геостратегії Науково-дослідного інституту українознавства Міністерства освіти та науки України. Засновник власної школи геополітики і геостратегії.

## Наукові інтереси
Основний науковий інтерес — територіальна організація суспільства, геополітика, українознавство, країнознавство, топоніміка, методика викладання географії.
Читає курси: «Методика викладання географії, екології і економіки в школі», «Рекреаційна географія», «Економічна і соціальна географія України», «Країнознавство», «Розміщення продуктивних сил і регіональна економіка», «Світова економіка».
У публікації 2008 року прогнозує прихід до влади в Україні авторитарного лідера.

## Нагороди та відзнаки
Присвоєно почесне звання «Заслужений працівник освіти України» 2009 року.

## Літературна творчість
Автор романів «Три сни українця» (2000), «Аспірантура» (2008), «День Незалежності [Архівовано 27 квітня 2018 у Wayback Machine.]», «Сповідь українського шахрая» (Український центр, Самвидав, 2009) та повістей «Іудине дерево», «Смерть президента», «Розстріляний автобус» (Український центр, Самвидав), есе «Таємниці, загадки, феномени і дива України» (Український центр, Самвидав) та багатьох оповідань.  

## Наукові праці
Має понад 500 наукових і науково-публіцистичних праць. Автор і співавтор книг:
- Географія України: пробний підручник для 8-9 класів середньої школи (1996 р., 1997 р., 1998 р., 1999 р., 2000 р.);
- Географія: завдання та тести (1993 р.);
- Хрестоматія з географії України. — Київ: Генеза, 1994. — 448 с. ISBN 5-7707-5872-4
- Географія у завданнях і запитаннях: 6-10 кл. — Київ: Просвіта, 1995. — 256 с. ISBN 5-7707-8160-2
- Словник-довідник учня з економічної і соціальної географії світу. — Київ: Лібра, 1996. — 327 с. ISBN 5-707-9576-Х
- Географія України: пробний підручник для 8-9 класів середньої школи. — Київ: Зодіак-Еко, 1996. — 430 с. ISBN 966-7090-06-X
- Географія у запитаннях і відповідях. — Київ: Магістр-S, 1997. — 191 с. ISBN 966-557-043-9
- Робочий зошит учня з географії України. (1997 р.);
- Географія: навчальний посібник для старшокласників та абітурієнтів (1998 р.);
- Як експортувати в Україну, португальською мовою (Бразилія) (1998 р.);
- Машинобудування, його структура та географія основних галузей. — Київ, 1998. — 448 с.
- Географія України: Робочий зошит учня. — Київ: Зодіак-ЕКО, 1999. — 432 с. ISBN 966-7090-06-X
- Географія Африки: Науково-популярне видання. — Київ: Стафед—2. — 1999. — 160 с.
- Методика викладання географії в школі: Навчально-методичний посібник. — Київ: Стафед – 2. — 2000. — 320 с.
- Економічна та соціальна географія України (2001 р.);
- Географія України. — Київ: Педадогічна преса, 2002. — 430 с.: іл. ISBN 966-7320-29-4
- Загальна географія. — Київ: Вежа, 2002. — 167 с.: іл. ISBN 966-7091-45-7
- Економічна і соціальна географія світу. (2003 р.);
- Географія. — Київ: Знання, 2002. — 453 с: табл. ISBN 966-620-150-Х
- Географія. — Київ: Знання, 2006. — 455 с. ISBN 966-620-212-3
- Українська екологічна енциклопедія. — Київ: Міжнародна економічна фундація, 2006. — 807 с.
- Економічна і соціальна географія України: підручник для 9 класів. — Київ: Зодіак-ЕКО, 2006. — 287 с.: іл. ISBN 966-7090-42-6
- Країнознавство. — Київ: Знання, 2007. — 292 с.: іл. ISBN 966-346-199-3
- Країнознавство. — Київ: Знання, 2008. — 292 c.: карти. ISBN 978-966-346-376-6
- Географія: Україна і світ. — Київ: Знання, 2007. — 456 с. ISBN 978-966-620-256-0
- Енциклопедія житлово-комунальної сфери: навчальний посібник для ВНЗ. Українська академія наук, Київський національний торговельно-економічний університет. — Київ: Міжнародна економічна фундація, 2007. — 992 с. ISBN 966-96506-5-8
- Адміністративно-територіальна реформа в Україні: оптимальна модель. (2007 р.);
- Рекреаційна географія. — Київ: Знання. — 2008. — 343 с. ISBN 978-966-346-510-4
- Енциклопедія інвестицій. (2008 р.)
- Географія. підручучник для 10 класу. рівень стандарт. — Київ: Грамота, 2018. — 200 с.: іл. ISBN 978-966-349-683-2
- П'ять принципів Масляка. Географія та туризм. — 2010. — Вип. 5. — С. 108-111.
- Гуманітарні та ресурсні проблеми національної безпеки України. — Київ: Експрес-Поліграф, 2011. — 399 c.
- Географія. Тести для підготовки до зовнішнього незалежного тестування. — Київ: Знання, 2012. — 486 с.: іл. ISBN 978-966-346-639-2
- Географічні назви Центральної і Східної України у контексті середньовічних міграційних процесів. Вісник Львівського університету: збірник наукових праць. — Львів. — 2013. — С. 100-103.
- Географія. — Кам'янець-Подільський: Аксіома, 2015. — 319 с.: іл. ISBN 978-966-496-337-1
- Географія для 8 класу. — Кам'янець-Подільський: Аксіома, 2016. — 304 с.: іл. ISBN 978-966-496-362-3
- Географія для 9 класу. — Кам'янець-Подільський: Аксіома, 2017. — 271 с.: іл. ISBN 978-966-496-409-5
- Географія для 9 класу шкіл з поглибленим вивченням географії (2017 р.)
- Географія для 10 класу, рівень стандарту. — Київ: Грамота, 2018. — 199 с.: іл. ISBN 978-966-349-683-2
- Географія для 10 класу, профільний рівень (2018 р.)
- Географія: підручнмк для 10 кл. профільний рівень. — Харків: «Ранок», 2018. іл.
- Політична географія ХХІ ст. Вісник Київського національного університету імені Тараса Шевченка. Географія. — 2018. — Вип. 3. — С. 10-13.
- Природничі проблеми національної безпеки України у викликах новітньої історії. Монографія. — Київ: ДП «Експрес-об'ява», 2019. — 468 с. ISBN 978-617-7389-16-2
- Україна: від самостійності до незалежності. Монографія (2019 р.)
- Географія: підручник для 11 класу закладів загальної середньої освіти. профільний рівень. — Харків: «Ранок». — 2019. 256 с. ISBN 978-617-0952-21-9
- Національна безпека України у викликах новітньої історії. Монографія. — Київ: ДП «Експрес-об'ява», 2019. — 468 с. ISBN 978-617-7389-16-2
- Кількісна оцінка суспільно-географічного положення території. Вісник Київського національного університету імені Тараса Шевченка. 2019. ISSN 1728-3817
- Агресивна георгафія. Управління та інновації в освіті: досвід, проблеми та перспективи. — Одеса: ПНПУ імені К. Д. Ушинського, 2024. 111-113 с.

Автор навчального посібника «Географія України» (2000 рік), державного стандарту загальної середньої освіти з географії, підручника «Країнознавство» (2008 рік).